# Phyllomedusa megacephala
Phyllomedusa megacephala är en groddjursart som först beskrevs av Miranda-Ribeiro 1926.  Phyllomedusa megacephala ingår i släktet Phyllomedusa och familjen lövgrodor. IUCN kategoriserar arten globalt som otillräckligt studerad. Inga underarter finns listade i Catalogue of Life.